# 吉野内直光
吉野内 直光 (よしのうち なをみつ、1940年 <昭和15年> 4月6日 - ) は、日本の地方公務員。愛媛県教育長、同副知事、同信用保証協会会長を歴任。瑞宝中綬章受章。

## 人物・経歴
愛媛大学法文学部卒業、1963年4月 愛媛県庁に入庁し、1987年4月 商工労働部企業振興課長、1993年 (平成5年) 4月 教育委員会管理部長、1998年4月 研修所長、1999年4月 高橋弘の後任として教育長、松山西、宇和島南、今治東の3高校を中高一貫化した。2003年2月 愛媛県副知事。えひめ丸事故の対応、財政構造改革や地方局の再編統合に取り組んだ。2008年3月 高浜壮一郎を後任として副知事退任、同年4月 愛媛県信用保証協会会長、2012年3月 同職退任。2014年 愛媛銀行取締役。

## 栄典
- 2013年 春の叙勲で地方自治功労により瑞宝中綬章を受章[7]
- 2015年 愛媛県功労賞受賞[5]